# Manuel Muñoz Muñoz
Manuel Jesús Muñoz Muñoz (Tocopilla, 28 de abril de 1928-Arica, 17 de diciembre de 2022) fue un futbolista profesional chileno. Jugaba de delantero y su primer equipo fue el Colo-Colo de la Primera División de Chile, equipo en el que jugó diez temporadas y marcó 120 goles.

## Trayectoria

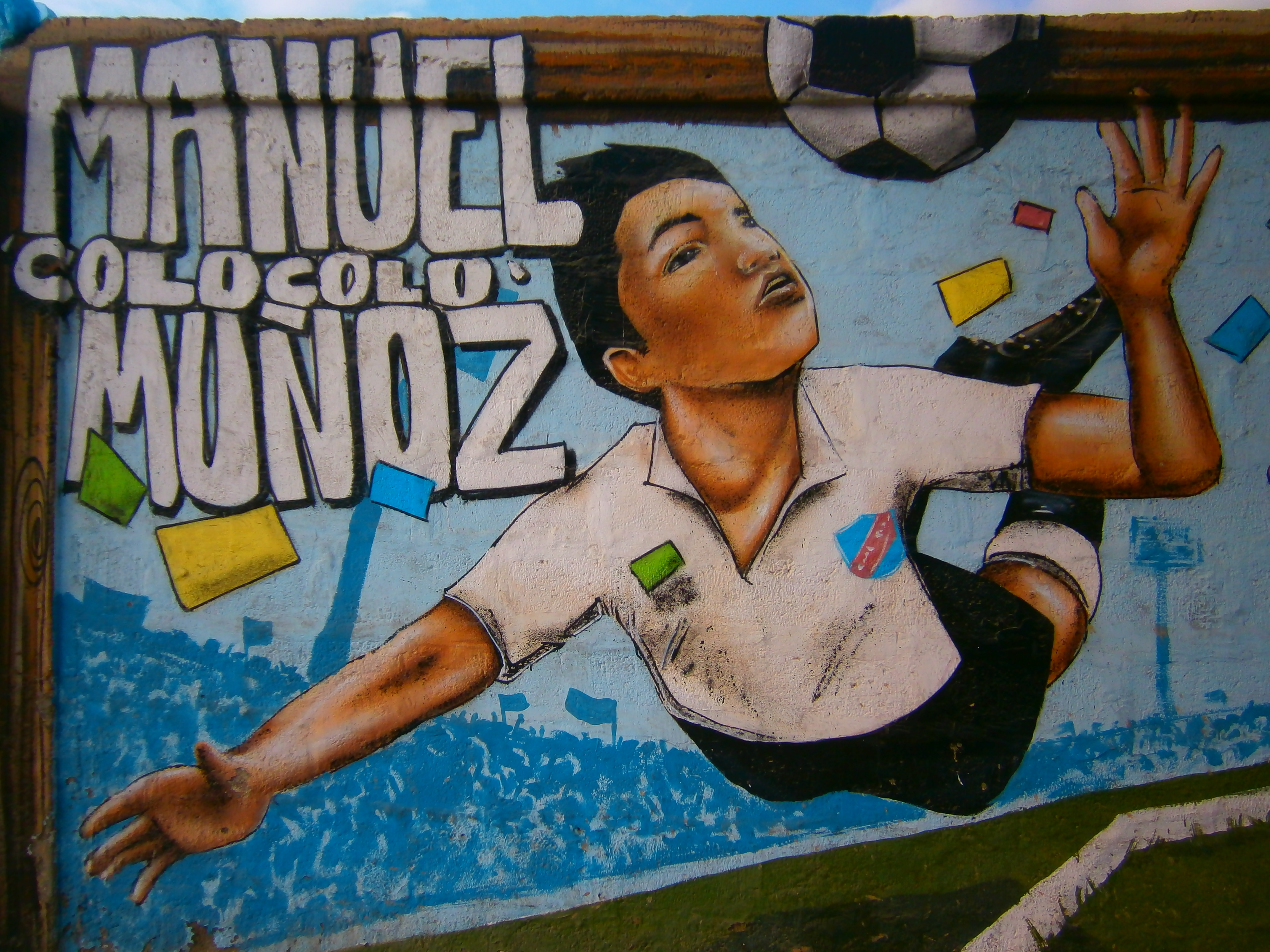
Mural en homenaje a Manuel "Colo Colo" Muñoz, en el Estadio Municipal de Tocopilla.

Desde pequeño destacó su faceta goleadora y su manejo del balón con los dos pies, aunque quería ser mecánico.
Comenzó defendiendo a los clubes Juvenil Unión Prat en el Barrio Matadero primero, y posteriormente al Tocopilla Sporting. Nominado a los diecisiete años de edad a la selección de Tocopilla, fue campeón zonal y subcampeón nacional. De ahí saltó a Colo-Colo.
Ganó con Colo-Colo el Campeonato Nacional de Fútbol de 1953, en el que marcó catorce goles; Robledo fue el goleador del equipo. Ese histórico plantel formaba con Misael Escuti, Caupolicán Peña, Antonio Valjalo, Osvaldo Sáez (alternaba con Eduardo Robledo), Arturo Farías, Rogelio Nuñez, Juan Aranda, Atilio Cremaschi, Jorge Robledo, Manuel "Colo-Colo" Muñoz y Mario Castro.
También obtuvo el campeonato de 1956, en donde su cuota goleadora bajó marcando cinco tantos (el goleador fue Cremaschi con trece goles). Varios nombres se repitieron del plantel de 1953. En ese equipo alinearon jugadores como Caupolicán Peña, Arturo Farías, Rogelio Nuñez, Misael Escuti, Isaac Carrasco, Charles Villarroel, Mario Moreno, Enrique Hormazábal, Jorge Robledo, Atilio Cremaschi y Jaime Ramírez.
Se mantuvo en Colo-Colo desde 1949 a 1958, en total diez temporadas en las que marcó 120 goles. Convirtiéndose en uno de los jugadores históricos y de los más identificados que han pasado por las filas albas.
Con posterioridad jugó en 1959 por Fernández Vial (Campeonato Zonal Penquista), para volver a la Primera División el año 1960 al Audax Italiano, en donde se retiró.

## Selección nacional
Por la selección chilena de fútbol debutó el 9 de abril de 1950 con una victoria frente a Uruguay por 2-1, y se retiró el 11 de febrero de 1956 con una derrota frente a Argentina por 3-0. En total jugó 34 partidos convirtiendo diez goles, de los cuales veintitrés fueron por partidos oficiales y once en amistosos.
Participó del mundial de Brasil de 1950, en donde Chile tuvo dos derrotas y un triunfo sobre EE. UU. por 5-2. También participó en el Sudamericano de 1955 y 1956, en ambas ocasiones siendo subcampeón del certamen. En el Sudamericano de 1955 aportó con goles en el 5-4 sobre Perú, en el 2-2 con Uruguay y en el 5-0 sobre Paraguay. También aportó con goles en el 4-3 sobre Perú del Sudamericano del año siguiente.
En el Panamericano de 1952 anotó el segundo gol en la victoria de Chile sobre Uruguay por 2 a 0: Mario Lorca centró como puntero derecho al área. Manuel Muñoz entra a gran velocidad al área uruguaya y empalma de volea. Máspoli la vio pasar. Locura. Corría el minuto 40' del segundo tiempo. Se encendieron antorchas y la felicidad fue total. ¡Chile había derrotado a los campeones del mundo!
Los celestes jugaron con 6 jugadores que habían participado del mítico «Maracanazo»: Máspoli, Obdulio Varela, Ghiggia, Míguez y Rodríguez Andrade.

### Participaciones en Copas del Mundo
| Mundial                        | Sede   | Resultado    |
| ------------------------------ | ------ | ------------ |
| Copa Mundial de Fútbol de 1950 | Brasil | Primera fase |

### Participaciones en Campeonatos Sudamericanos
| Mundial                      | Sede    | Resultado  |
| ---------------------------- | ------- | ---------- |
| Campeonato Sudamericano 1955 | Chile   | Subcampeón |
| Campeonato Sudamericano 1956 | Uruguay | Subcampeón |

## Clubes

### Como futbolista
| Club           | País  | Año       |
| -------------- | ----- | --------- |
| Colo-Colo      | Chile | 1949-1958 |
| Fernández Vial | Chile | 1959      |
| Audax Italiano | Chile | 1960      |

### Como entrenador
| Club           | País  | Año                 |
| -------------- | ----- | ------------------- |
| Ferroviarios   | Chile |                     |
| Deportes Arica | Chile | 1978 1980 1986-1987 |

## Palmarés

### Campeonatos nacionales
| Título              | Club      | País  | Año  |
| ------------------- | --------- | ----- | ---- |
| Campeonato Nacional | Colo-Colo | Chile | 1953 |
| Campeonato Nacional | Colo-Colo | Chile | 1956 |
| Copa Chile          | Colo-Colo | Chile | 1958 |

### Campeonatos regionales
| Título              | Club           | País  | Año  |
| ------------------- | -------------- | ----- | ---- |
| Campeonato Regional | Fernández Vial | Chile | 1959 |